# أحمد قطب
أحمد قطب (مواليد 23 يوليو 1991) هو لاعب كرة طائرة مصري يلعب في النادي الأهلي. شارك مع منتخب مصر في أولمبياد 2016.